# Gunnar Björnstrand
Gunnar Björnstrand, pseudonimo di Knut Gunnar Johanson (Stoccolma, 13 novembre 1909 – Stoccolma, 26 maggio 1986), è stato un attore svedese.

## Biografia
Figlio di un attore, prima di iniziare la sua carriera teatrale aveva tentato vari lavori e aveva partecipato come comparsa alle riprese di alcuni film. Solo in un secondo momento decise di iscriversi alla Reale Accademia d'arte drammatica e, unitosi alla compagnia teatrale di Ingmar Bergman, ottenne rapidamente visibilità. Parallelamente alla sua attività teatrale, sviluppò con Bergman una lunga e fruttuosa collaborazione girando con lui ben 22 film, da Piove sul nostro amore (1946) a Fanny e Alexander (1982), film che valse al regista svedese l'Oscar per il miglior film in lingua straniera. Forse il più versatile degli attori di Bergman, a suo agio sia nelle commedie come nei drammi, Björnstrand era solito interpretare personaggi perseguitati dal dubbio o dalla tentazione. 
Le sue migliori prove furono Jöns, il cinico scudiero del cavaliere Max von Sydow, nel capolavoro di Bergman Il settimo sigillo (1956), l'avvocato Fredrik Egerman, abbandonato dalla giovane moglie in Sorrisi di una notte d'estate e Tomas Ericsson, il pastore che ha perso la fede in Luci d'inverno (1963). Tra le altre sue prove per l'amico Bergman si possono ricordare Il volto (1958) in cui incarna il dottor Vergerus, Come in uno specchio (1961) in cui è il padre della tormentata Karin, e parti minori in Una lezione d'amore (1954), Il posto delle fragole (1957), L'occhio del diavolo (1960), Persona (1966), Il rito (1969) e Sinfonia d'autunno (1978). 
Björnstrand ha recitato anche in produzioni di altri registi svedesi quali Mai Zetterling, Gustaf Molander e Arne Mattsson, e lo ritroviamo curiosamente anche nel cast di un film italiano, Violenza al sole - Una estate in quattro , realizzato nel 1969 da Florestano Vancini. Sposato all'attrice e scrittrice Lilly Margareta Lundahl, ebbe tre figlie, Kristina, Gabrielle e Veronica. Fu anche un attivista politico, schierato contro la guerra del Vietnam. Negli ultimi anni di vita, in conseguenza di un ictus, si limitò a piccoli ruoli in teatro e in televisione. Il ruolo interpretato per ultimo, in Fanny e Alexander, fu una vera e propria fatica per i vuoti di memoria di cui soffriva. Di religione cattolica, è sepolto nel cimitero di Solna.

## Filmografia parziale
- Panik, regia di George Willoughby (1939)
- Piove sul nostro amore (Det regnar på vår kärlek), regia di Ingmar Bergman (1947)
- Musica nel buio (Musik i mörker), regia di Ingmar Bergman (1947)
- Donne in attesa (Kvinnors väntan), regia di Ingmar Bergman (1952)
- Una vampata d'amore (Gycklarnas afton), regia di Ingmar Bergman (1953)
- Una lezione d'amore (En lektion i kärlek), regia di Ingmar Bergman (1954)
- Sogni di donna (Kvinnodröm), regia di Ingmar Bergman (1955)
- Sorrisi di una notte d'estate (Sommarnattens leende), regia di Ingmar Bergman (1955)
- Sjunde himlen, regia di Hasse Ekman (1956)
- Il settimo sigillo (Det sjunde inseglet), regia di Ingmar Bergman (1957)
- Il posto delle fragole (Smultronstället), regia di Ingmar Bergman (1957)
- Il volto (Ansiktet), regia di Ingmar Bergman (1958)
- L'occhio del diavolo (Djävulens öga), regia di Ingmar Bergman (1960)
- Come in uno specchio (Såsom i en spegel), regia di Ingmar Bergman (1961)
- Luci d'inverno (Nattvardsgästerna), regia di Ingmar Bergman (1963)
- Persona, regia di Ingmar Bergman (1966)
- La collana, episodio di Stimulantia, regia di Gustaf Molander (1967)
- La vergogna (Skammen), regia di Ingmar Bergman (1968)
- Le ragazze (Flickorna), regia di Mai Zetterling (1968)
- Il rito (Riten), regia di Ingmar Bergman (1969)
- Violenza al sole - Una estate in quattro, regia di Florestano Vancini (1969)
- L'immagine allo specchio (Ansikte mot ansikte), regia di Ingmar Bergman (1976)
- Sinfonia d'autunno (Höstsonaten), regia di Ingmar Bergman (1978)
- Fanny e Alexander (Fanny och Alexander), regia di Ingmar Bergman (1982)

## Doppiatori italiani
Nelle versioni in italiano delle opere in cui ha recitato, Gunnar Björnstrand è stato doppiato da:
- Emilio Cigoli in Donne in attesa, Il volto, L'occhio del diavolo, Come in uno specchio, Luci d'inverno
- Pino Locchi in Una lezione d'amore, Sogni di donna, Il settimo sigillo
- Augusto Marcacci in Sorrisi di una notte d'estate
- Cesare Barbetti in Il posto delle fragole
- Sergio Graziani in Persona
- Carlo D'Angelo in La vergogna
- Giorgio Piazza in Il rito
- Bruno Persa in L'immagine allo specchio